# Carlos Babington
Carlos Alberto Babington (ur. 20 września 1949 w Buenos Aires) – piłkarz argentyński, grający na pozycji napastnika. Nosił przydomek "Inglés".

## Życiorys
Babington reprezentował Argentynę 13 razy. Był w jej kadrze na mistrzostwa świata w 1974 w Niemczech. W swojej karierze grał w takich klubach jak CA Huracán (1969–1974), SG Wattenscheid 09 (1974-1978), ponownie Huracán (1979–1982) oraz Tampa Bay Rowdies (1982). Dla Huracanu zdobył 126 goli przez 8 lat gry, a w Bundeslidze strzelił ich 46 (w 120 meczach). Od 2005 roku jest prezydentem Huracánu.